# Pseudoclimaciella machadoi
Pseudoclimaciella machadoi är en insektsart som först beskrevs av Eduard Handschin och Markl 1955.  Pseudoclimaciella machadoi ingår i släktet Pseudoclimaciella och familjen fångsländor. Inga underarter finns listade i Catalogue of Life.